# Mohamed Maach
Mohamed Maach (ar. محمد معاش; ur. 20 lutego 1958) – marokański judoka. Olimpijczyk z Los Angeles 1984, gdzie zajął dwudzieste miejsce w wadze półśredniej.
Uczestnik mistrzostw świata w 1981 roku.

## Letnie Igrzyska Olimpijskie 1984
| Konkurencja | Eliminacje                  | Klas. końcowa |
| Konkurencja | Przeciwnik I                | Miejsce       |
| ----------- | --------------------------- | ------------- |
| 78 kg       | Jules-Albert Ndemba (CMR) P | 20.           |